# البطولات الفرنسية 1938 (كرة مضرب)
قائمة بالبطولات الفرنسية لعام 1938 (والمعروفة الآن باسم دورة رولان غاروس) :

## الكبار

### فردي رجال
دونالد ج. بدج هزم رودريك مينزيل، النتيجة:6-3 6-2 6-4

### فردي سيدات
سايمون ماثيو هزمت  نيلي أدامسون، النتيجة:6-0 6-3